# Maigret e l'affittacamere
Maigret e l'affittacamere (titolo originale francese Maigret en meublé) è un romanzo di Georges Simenon, pubblicato nel 1951, con protagonista il commissario Maigret, il trentasettesimo romanzo della serie dedicata al celebre personaggio.
Simenon scrisse il romanzo alla tenuta Shadow Rock Farm di Lakeville (Connecticut), negli Stati Uniti d'America, dal 14 all'21 febbraio 1951, pubblicato per la prima volta in Francia nel luglio dello stesso anno presso l'editore Presses de la Cité. 
Nel 1953, sempre in Francia, apparve anche una versione ridotta, come feuilleton a fumetti.

## Trama

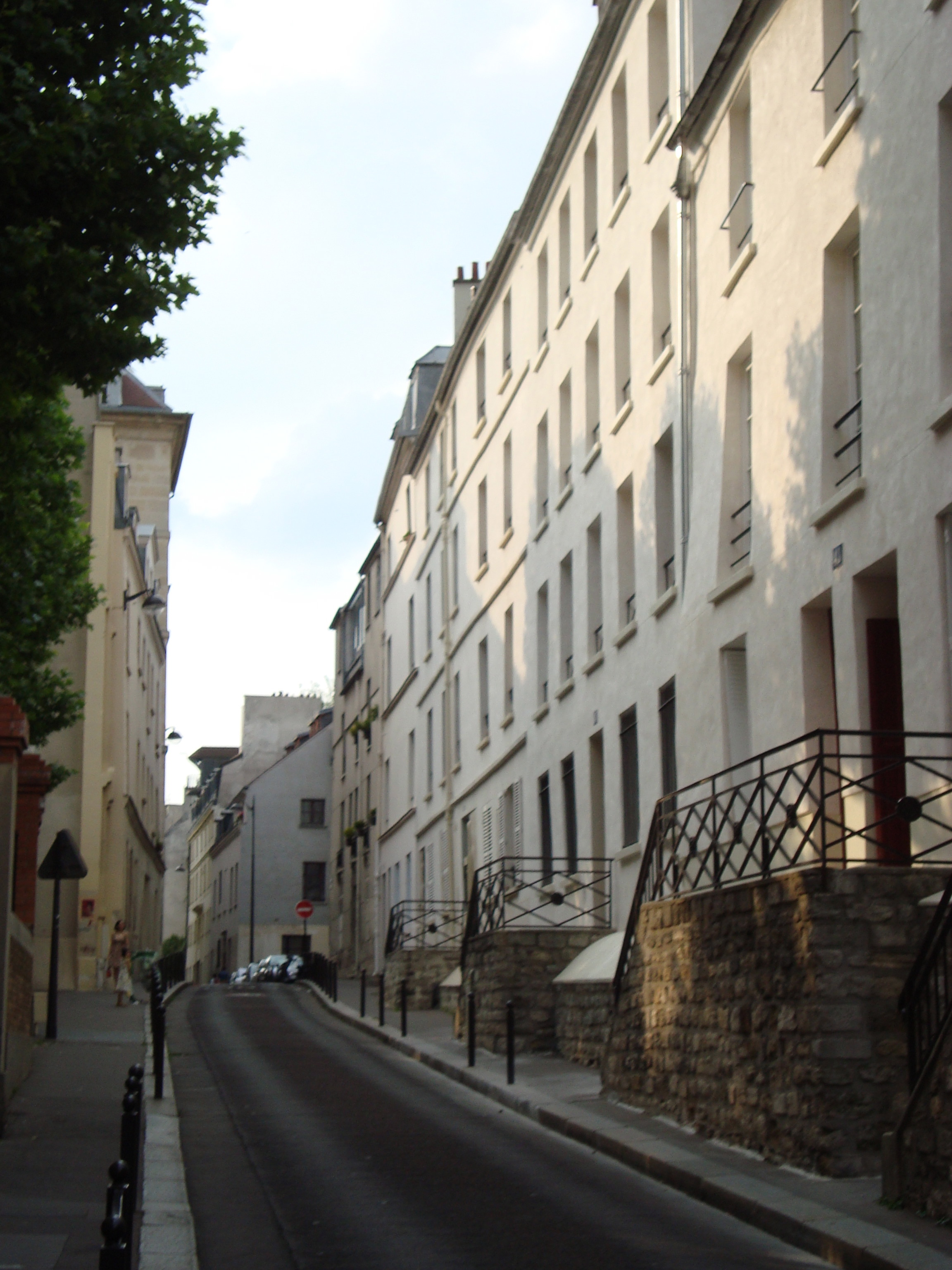
Rue Lhomond, nel X arrondissement di Parigi

Il romanzo si svolge a Parigi, all'inizio della primavera dell'anno 1950. Un furto viene commesso a Montparnasse e il colpevole viene identificato in Émile Paulus, che però è scomparso. La polizia piantona l'edificio di rue Lhomond, dove lui aveva preso in affitto una stanza, ma l'ispettore Janvier, di turno, una sera viene colpito da un colpo di pistola. Maigret, approfittando dell'assenza della moglie, che è andata a trovare sua sorella, decide di trasferirsi nello stabile, in una stanza che gli affitta la signorina Clément. Dopo essersi accertato all'ospedale che le condizioni di Janvier non sono gravi, Maigret ci mette poco a capire che Clément è l'amante di Paulus, che lui è probabilmente fuggito in Belgio e che non è lui che ha sparato, oltre che a conoscere gli altri inquilini e le loro storie. Impregnandosi dell'aria del quartiere, diventando parte della sua gente, trova poi una pista. La signora Françoise Boursicault, paralitica a letto, che abita al secondo piano della casa di fronte e che riceve visite notturne in assenza del marito, deve sapere più di quel che dice. Maigret comincia a scavare nel suo passato quando un uomo si offre di spiegare per proteggerla. È Julien Foucrier, innamorato di lei, il quale per poterle offrire una vita agiata, venticinque anni fa ha commesso un omicidio ed è dovuto fuggire all'estero, in Spagna e in Portogallo, vivendo poi diciotto anni a Panama. Tornato in Francia con un passaporto falso, sette anni fa, ha ritrovato per caso lei che nel frattempo si era sposata. Nonostante la malattia l'abbia costretta a letto, ha scoperto di amarla ancora e per questo viene a trovarla quando il marito parte per lavoro. La sera in cui si è consumato il delitto, vedendo la strada piena di polizia e pensando che l'avessero rintracciato, si è nascosto. Ma quella stessa sera rientrava il marito di Françoise e non poteva, non voleva farsi scoprire. L'unica via d'uscita ha creduto potesse essere di colpire l'ispettore. La storia quasi commuove il commissario e i suoi uomini che, a malincuore, devono comunque arrestarlo.

## Adattamenti

### Televisione
- Episodio dal titolo The Cactus, facente parte della serie televisiva Maigret, trasmesso per la prima volta sulla BBC il 16 gennaio 1961, con Rupert Davies nel ruolo del commissario Maigret.
- Episodio dal titolo Maigret op kamers, di una serie televisiva olandese in 6 puntate, trasmesso per la prima volta il 26 febbraio 1965, con Kees Brusse nel ruolo del commissario Maigret.
- Episodio dal titolo Maigret en meublé, facente parte della serie televisiva Les enquêtes du commissaire Maigret per la regia di Claude Boissol, trasmesso per la prima volta su Antenne 2 il 20 luglio 1972, con Jean Richard nel ruolo del commissario Maigret.
- Episodio dal titolo Maigret en meublé, facente parte della serie televisiva Il commissario Maigret per la regia di Laurent Heynemann, trasmesso per la prima volta su Antenne 2 il 2 settembre 2004, con Bruno Cremer nel ruolo del commissario Maigret. In italiano è andato in onda col titolo Maigret e l'affittacamere il 21 giugno 2009.

## Edizioni italiane
- Maigret e l'affittacamere, traduzione di Sarah Cantoni, Collana Il girasole. Biblioteca Economica n.27, Milano, Mondadori, 1955.[1] - Collana Il girasole n.156, Mondadori, 1961; Le inchieste del commissario Maigret n.30, Mondadori, 1967; Collana Oscar n.624, Mondadori, 1975.
- in  Maigret a Parigi, tre romanzi, a cura di Marco Polillo, Collana Le inchieste del commissario Maigret n.1, Milano, Mondadori, 1978.
- Maigret e l'affittacamere, traduzione di Emanuela Fubini, Collana Oscar Gialli n.238, Milano, Mondadori, 1991, ISBN 978-88-043-4329-5.
- Maigret e l'affittacamere, traduzione di Giulio Minghini, Collana gli Adelphi. Le inchieste di Maigret n.214, Milano, Adelphi, 2002, ISBN 978-88-459-1724-0. - Collana Le grandi inchieste del commissario Maigret, Milano, Fabbri Editori, 2003; Milano, RCS Quotidiani, 2009; Milano, Il Sole 24 Ore, 2012.
- in  I Maigret 8, Collana Maigret, Milano, Adelphi, 2015, ISBN 978-88-459-2968-7. - nuova ed., Adelphi, 2019, ISBN 978-88-459-3380-6.